# Lina Esbrard, Danse serpentine
Lina Esbrard, Danse serpentine, známý také pod názvem Danse excentrique, je francouzský němý film z roku 1902. Režisérkou je Alice Guy (1873–1968). Film trvá necelé dvě minuty a je volným dílem.
Alice Guy, která se pravděpodobně inspirovala několika podobnými filmy z konce 19. století, poprvé zaznamenala hadí tanec již ve snímku Danse serpentine par Mme Bob Walter (1897).

## Děj
Film zachycuje tanečnici Linu Esbrard, jak napodobuje hadí tanec Loie Fuller.